# Сьомий степінь
У арифметиці та алгебрі сьомий степінь числа n є результатом множення семи екземплярів n. Так:
n7 = n × n × n × n × n × n × n.
Сьомий степінь також утворюється шляхом множення числа на його шостий степінь, квадрата числа на його п'ятий  степінь або куба числа на його четвертий  степінь.
Послідовність сьомих степенів цілих чисел:
0, 1, 128, 2187, 16384, 78125, 279936, 823543, 2097152, 4782969, 10000000, 19487171, 35831808, 62748517, 105413504, 170859375, 268435456, 410338673, 612220032, 893871739, 1280000000, 1801088541, 2494357888, 3404825447, 4586471424, 6103515625, 8031810176, … послідовність A001015 з Онлайн енциклопедії послідовностей цілих чисел, OEIS
У архаїчній нотації Роберта Рекорда сьомий степінь числа називався «другим сюрсолідом».

## Властивості
Леонард Юджин Діксон вивчав узагальнення проблеми Воринга для сьомих степенів, показавши, що кожне невід'ємне ціле число можна представити як суму щонайбільше 258 невід'ємних сьомих степенів (17 це 1, а 27 це 128). Усі натуральні числа, окрім скінченної кількості, можна виразити простіше як суму щонайбільше 46 сьомих степенів. Якщо дозволені степені від'ємних цілих чисел, потрібно лише 12 степенів.
Найменше число, яке можна представити двома різними способами у вигляді суми чотирьох сьомих степенів додатних, цілих це 2056364173794800.
Найменший сьомий степень, який можна представити у вигляді суми восьми різних сьомих степенів:
{\displaystyle 102^{7}=12^{7}+35^{7}+53^{7}+58^{7}+64^{7}+83^{7}+85^{7}+90^{7}.}
Відомі дів приклади сьомого степеня, що виражається як сума семи сьомих степенів
{\displaystyle 568^{7}=127^{7}+258^{7}+266^{7}+413^{7}+430^{7}+439^{7}+525^{7}} (M. Dodrill, 1999);
і
{\displaystyle 626^{7}=625^{7}+309^{7}+258^{7}+255^{7}+158^{7}+148^{7}+91^{7}} (Maurice Blondot, 11/14/2000);
будь-який приклад з меншою кількістю доданків у сумі був би від контрприкладом до гіпотези Ейлера, яка, як відомо, хибна для степенів 4 і 5.